# Station Noisy-le-Sec
Station Noisy-le-Sec is een spoorwegstation aan de lijnen Paris-Est - Mulhouse-Ville en Noisy-le-Sec - Strasbourg-Ville. Het ligt in de Franse gemeente Noisy-le-Sec in het departement Seine-Saint-Denis (Île-de-France). Op het station stoppen treinen van de RER E en trams van lijn 1.

## Geschiedenis
Het oorspronkelijke station is in 1849 geopend, samen met de spoorlijn Parijs-Straatsburg. Tijdens de Eerste Wereldoorlog was het station het belangrijkste station voor soldatenvervoer van Frankrijk, vooral tijdens de eerste Slag bij de Marne. Tijdens deze slag werden ook de lokale taxi's gevorderd, ter behoeve van soldatenvervoer tussen de kazerne van de 7e divisie en het station. Het station ligt ook aan de Grande ceinture van Parijs, een spoorlijn die om Parijs ligt, dit sinds 1875.
Sinds 1999 wordt het station alleen nog maar aangedaan door treinen van de RER E. Het station ligt vlak bij een splitsing tussen de twee oostelijke takken van de RER-lijn.
Sinds 2003 kan er worden gereisd met tramlijn 1, nadat deze lijn is verlengd tot aan dit station.

## Ligging
Het station ligt op kilometerpunt 8,909 van de spoorlijn Paris-Est - Mulhouse-Ville. Net buiten het station begint de spoorlijn Noisy-le-Sec - Strasbourg-Ville.

## Diensten
Het station wordt aangedaan door verschillende treinen van de RER E:
- Tussen Haussmann Saint-Lazare en Chelles-Gournay
- Tussen Haussmann Saint-Lazare en Villiers-sur-Marne - Le Plessis-Trévise
- Tussen Haussmann Saint-Lazare en Tournan. Deze treinen zijn sneltrein tussen Magenta en Villiers-sur-Marne.

Ook is het station eindbestemming van tramlijn 1, die leidt naar metrostation Asnières - Gennevilliers - Les Courtilles.

## Toekomst
In naar verwachting 2018 wordt het station het oostelijke eindpunt van de Tangentielle Nord, een tram-trein lijn langs de Grande ceinture van Parijs.

## Vorige en volgende stations
| Richting               | Vorig station | Lijn  | Volgend station      | Richting                                |
| ---------------------- | ------------- | ----- | -------------------- | --------------------------------------- |
| Haussmann Saint-Lazare | Pantin        | RER E | Bondy                | Chelles-Gournay                         |
| Haussmann Saint-Lazare | Pantin        | RER E | Rosny - Bois-Perrier | Villiers-sur-Marne - Le Plessis-Trévise |
| Haussmann Saint-Lazare | Magenta       | RER E | Val de Fontenay      | Tournan                                 |
| Saint-Denis Station    | Petit noisy   | T 1   | Eindbestemming       | Eindbestemming                          |